# Behind Blue Eyes
Behind Blue Eyes är en sång skriven av Pete Townshend från gruppen The Who, för hans ofullbordade Lifehouse-projekt. Den publiceras först på Who's Next, The Whos album från 1971, tillsammans med annat material från det avbrutna projektet. Samma år släppte den även som singel.

## Coverversioner
- Covers har gjorts av Bryan Adams, Sheryl Crow, Testudo, Ian Stuart Donaldson, Jon English och Ken McLellan.

- Bandet Limp Bizkit gjorde en cover för albumet Results May Vary samt för filmen Gothika. Musikvideon regisserades av sångaren Fred Durst och huvudrollsinnehavaren i Gothika, Halle Berry, medverkar. Limp Bizkit lade till ny text till den ursprungliga.